# جابي ضرائب

جابي ضرائب أثناء عمله، رسمها هنري هوليداي في للويس كارول.

جابي الضرائب (بالإنجليزية: Tax collector)‏ هو الشخص الذي يقوم بجمع الضرائب غير المدفوعة من غيره من الناس أو من الشركات والمحالات وغيرها. كثيرًا ما يصور جباة الضرائب في الخيال على أنهم إناس أشرار، يقومون بسرقة أموال الناس.

## تاريخ جباة الضرائب

### جباة الضرائب في الإنجيل
جباة الضرائب وكانوا يعرفون باسم عشارون (عشارًا أو جابي ضرائب)، وكانوا جباة الضرائب يعملون لصالح المزارعين لجمع الضرائب من الناس. ووصفوا بأنهم أشخاص جشعين وكانوا غير مرغوب بهم في المجتمع. في إنجيل لوقا،  ذكر أن يسوع تعاطف مع زكا العشار، ودخل بيته مما سبب حالة غضب من قبل الحشود الذين كانوا يسمعون تعاليمه، حيث قالوا أن يسوعًا اختار الشخص الخاطئ لزيارته. وكان في العهد الجديد أحد تلاميذ المسيح، عشارًا سابقًا، هو القديس متى وهو أحد كتبة الأنجيل الأربع.

## وكالات تحصيل الضرائب الحديثة
يبرز من بين أسماء الوكالات الوطنية لتحصيل الضرائب بعض الأسماء مثل وكالة كندا للإيرادات، ودائرة الإيرادات الداخلية (IRS) في الولايات المتحدة، جلالة الإيرادات والجمارك (HMRC) في المملكة المتحدة، والتي اندمجت مع الإيرادات الداخلية والجمارك، أو مكتب الضرائب الأسترالي. وهناك بعض الصعوبات التي تعترض بعض جباة الضرائب في بعض البلدان مثل الصومال، حيث يتعرضون للضرب والقتل أحيانًا.